# バナナの涙
「バナナの涙」（バナナのなみだ）は、うしろゆびさされ組通算2枚目のシングル。1986年1月21日発売。発売元はキャニオンレコード。

## 解説
「おニャン子クラブ・うしろゆびさされ組」名義。
ユニット結成以来2作連続で『ハイスクール!奇面組』のエンディングテーマ曲となった（片面は挿入歌）。
A・B面ともおニャンクラブのメンバーがコーラスを担当している。
B面「あぶないサ・カ・ナ」の間奏におニャン子クラブメンバーの喋り声が挿入されている。作曲はチェッカーズ初期の楽曲を多く手がけた芹澤廣明。
うしろゆびさされ組にとって初のオリコン1位作品であり、うしろゆびさされ組最大のヒットとなった。ラストシングル「かしこ」まで5作連続1位を獲得した。
2008年にテレビ朝日で放送された『仮面ライダーキバ』の過去編がおニャン子クラブの流行った1986年であったためおニャン子関連の楽曲がよく流れ、その際にこの曲も流れていた。

## 収録曲
1. バナナの涙 (3:51)
  - 作詞: 秋元康 、作曲・編曲: 後藤次利

CX系アニメ『ハイスクール!奇面組』エンディングテーマ
なお、同EDで流れるのは2番歌詞である。
2. あぶないサ・カ・ナ (3:24)
  - 作詞: 沢ちひろ 、作曲・編曲: 芹澤廣明

CX系アニメ『ハイスクール!奇面組』挿入歌
うしろゆびのシングルでは唯一、作詞・作曲ともに秋元・後藤以外のメンバーによる曲である。

## 楽曲の収録アルバム
- ふ・わ・ふ・ら(#1 New Mix)
- ∞ (#1,CT・CDのみ#2)
- うしろゆびさされ組+うしろ髪ひかれ隊 SINGLESコンプリート
- MYこれ!クション うしろゆびさされ組BEST
- スーパーベスト (#1)
- おニャン子クラブA面コレクション Vol.1 (#1)
- おニャン子クラブB面コレクション Vol.1 (#2)

## 発売後
テレビ朝日特撮ドラマ『仮面ライダーキバ』第7話の劇中で使用された。
矢島美容室の第2弾シングル「SAKURA -ハルヲウタワネバダ-」の最後のフレーズに「バナナの涙」の歌詞が引用される。

## カバー
バナナの涙
- 浜田翔子 - カバーアルバム『はましょー☆あるばむ〜お手当てしましょーこ〜』（2007年）に収録。
- momo-i（桃井はるこ） - カバーアルバム『ファミソン8BIT STAGE2』（2007年）に収録。
- 手塚国光（置鮎龍太郎）&真田弦一郎（楠大典） - 『テニスの王子様』キャラクターソング シングル「バナナの涙」（2008年）に収録。
- MEG - アルバム『LA JAPONAISE』（2012年）に収録。